# Vreschen-Bokel am Aper Tief
Vreschen-Bokel am Aper Tief ist der Name eines Naturschutzgebietes in der niedersächsischen Gemeinde Apen im Landkreis Ammerland.
Das Naturschutzgebiet mit dem Kennzeichen NSG WE 271 ist 104,4 Hektar groß. Bei dem Naturschutzgebiet, das sich südwestlich der Ortschaft Augustfehn befindet, handelt es sich um einen Grünlandkomplex, der von Altarmen des Aper Tiefs durchzogen ist. Die Grünlandbereiche im Naturschutzgebiet werden überwiegend als Mähweiden genutzt. Eine Rückverlegung des Deiches und die Ausdeichung eines Teils des Gebietes sind geplant.
Im Südwesten des Naturschutzgebietes befindet sich ein Sandabbaugebiet, das weiter genutzt wird. Durch den Sandabbau ist hier ein See entstanden.
Im Westen grenzt das Naturschutzgebiet an den rund 200 Hektar großen Hochwasserpolder „Detern-Übertiefland“, der sich südlich des Aper Tiefs bis zu dessen Mündung in die Jümme befindet.
Das Gebiet steht seit dem 21. Februar 2009 unter Naturschutz. Zuständige untere Naturschutzbehörde ist der Landkreis Ammerland.